# Гринберг, Руслан Семёнович
Руслан Семёнович Гринберг (род. 26 февраля 1946, Москва) — российский экономист, член-корреспондент РАН (2006). Директор Института экономики РАН (с 2005 по 2015), ныне его научный руководитель. Доктор экономических наук (1996).

## Биография

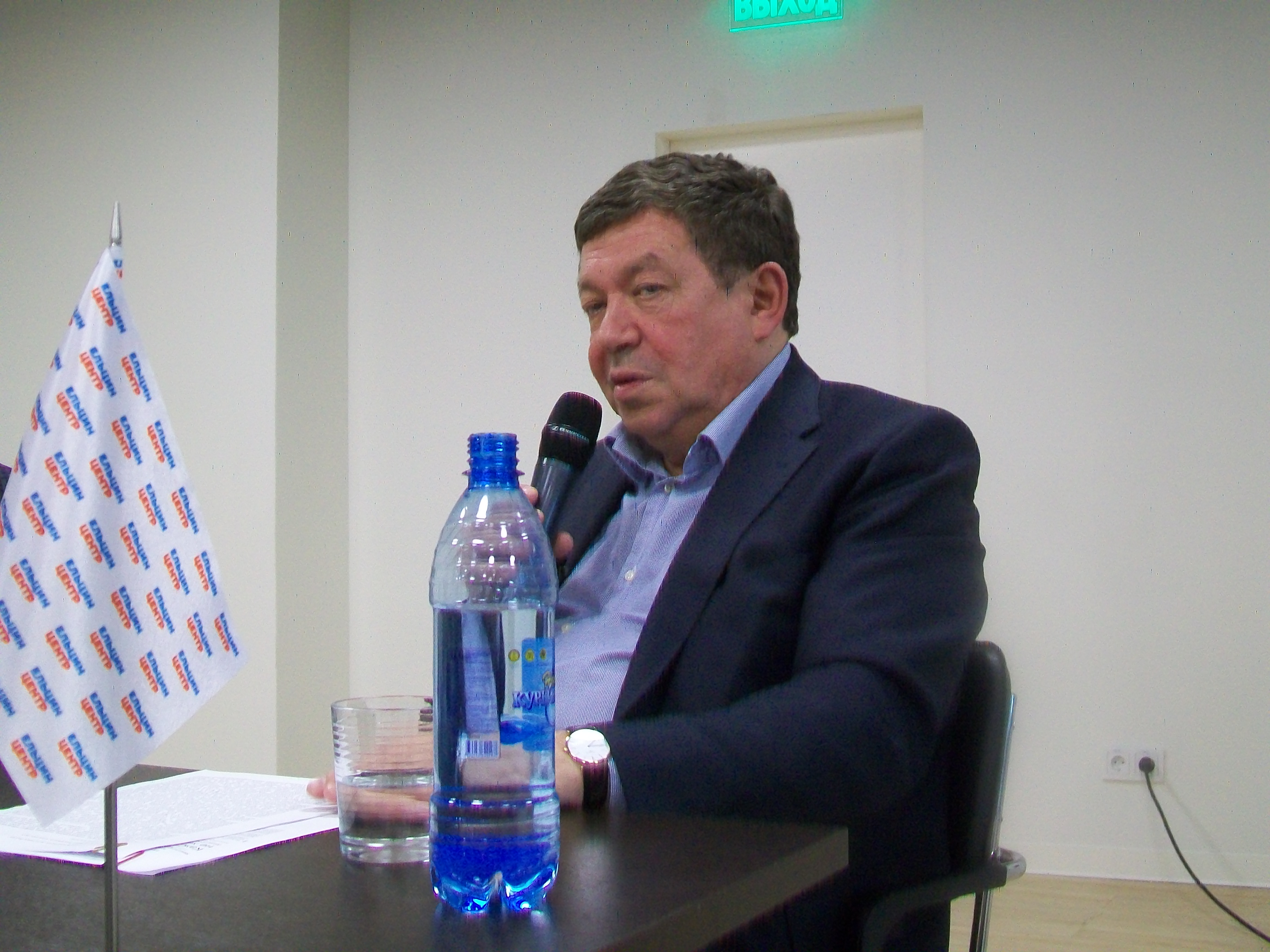
Руслан Гринберг в Ельцин-центре, Екатеринбург, 13 апреля 2017 года

Окончил экономический факультет МГУ (1968), затем очную аспирантуру Московского института народного хозяйства им. Г. В. Плеханова (1971). В 1975 году защитил кандидатскую диссертацию на тему «Западногерманская марка в валютной системе капитализма», получив тем самым учёную степень кандидата экономических наук. В 1995 году защитил докторскую диссертацию на тему «Инфляция и антиинфляционная политика в условиях рыночных реформ (опыт стран Центральной и Восточной Европы)», получив тем самым учёную степень доктора экономических наук.
В 1972—1981 работал в НИИ по ценообразованию Госкомцен СССР.
С 1981 года работал в Институте экономики мировой социалистической системы АН СССР (в 1990 переименован в Институт международных экономических и политических исследований), директор с 2003 по 2005. Преподаёт на кафедре государственной политики факультета политологии МГУ, в Московской школе экономики МГУ и на кафедре менеджмента и экономики исполнительских искусств Школы-студии МХАТ им. Чехова. Сопредседатель Московского экономического форума.
Главный редактор журнала «Мир перемен», член редколлегии журнала „Вопросы экономики“. Член общественного совета Российского еврейского конгресса, академик Международной академии менеджмента.
Идентифицировал себя как — «социальный либерал».

## Общественная позиция
В феврале 2022 года подписал открытое письмо российских учёных и научных журналистов с осуждением вторжения России на Украину и призывом вывести российские войска с украинской территории.

## Награды
- Орден Дружбы (8 ноября 2008 года) — за достигнутые трудовые успехи и многолетнюю плодотворную работу[8].
- Лауреат золотой медали Н. Д. Кондратьева 2007 года «за выдающийся вклад в развитие общественных наук»[9]. Лауреат премии имени М. В. Ломоносова II степени (2014) за цикл работ по созданию оригинальной теоретической концепции «Экономическая социодинамика» (КЭС).
- Юбилейный нагрудный знак Московской областной Думы «20 лет Московской областной Думе» (28 ноября 2013 года)[10].
- Почётная грамота Совета МПА СНГ (29 ноября 2018 года, Межпарламентская ассамблея СНГ) — за активное участие в деятельности Межпарламентской  Ассамблеи и её органов, вклад в укрепление дружбы между народами государств — участников Содружества Независимых Государств[11].

## Основные работы
Книги
- Инфляция и антиинфляционная политика в условиях рыночных реформ: опыт стран Центральной и Восточной Европы. М., 1996.
- «Экономическая социодинамика. Россия: правила и реальность» (2000; в соавт.) изд. в переводе — «Economic Sociodynamics». New York, 2005, 2010
- «Центральная и Восточная Европа во второй пол. XX в.» М., 2000—2003 (тт. 1—3; в соавт.)
- «Рациональное поведение государства». М., 2003.
- «Государственная поддержка малого предпринимательства в странах Центральной и Восточной Европы». М., 2006 (в соавт.)
- «Оценка социально-экономических последствий присоединения России к ВТО». М., 2006 (в соавт.)
- «Россия и ЕС: от сотрудничества к партнёрству» // «Европа перемен: концепции и стратегии интеграционных процессов». М., 2006.
- «Евросоюз и Россия: сегодня и завтра. Экономические отношения между Россией и Болгарией в условиях расширения Европейского Союза». София, 2008 (в соавт.)
- Гринберг P. C., Кноглер М., Цедилин Л. И. Экономическая и промышленная политика Баварии: уроки для российских регионов / Под общей ред. проф. Юргенса И. Ю. — М.: Экон-Информ, 2008. — 100 с.
- «Свобода и справедливость: российские соблазны ложного выбора». М., 2012.
- Гринберг Р. С., Рубинштейн А. Я. Индивидуум & Государство: экономическая дилемма. — М.: Весь Мир, 2013. — 460 с. — ISBN 978-5-7777-0546-4.

Статьи
- «Милтон Фридман прав, но…» // «Общественные науки и современность», 1991, № 3.
- Гринберг Р. С., Рубинштейн А. Я. Трудности рыночной адаптации: цены, доходы, социальная защита // «Общественные науки и современность», 1992, № 5.
- Гринберг Р. С., Рубинштейн А. Я. Проблемы общей теории социальной экономии // «Экономическая наука современной России», 1998, № 2.
- «Почему нет СЭВа и чему учит его опыт» // «Российский экономический журнал», 1999, № 4.
- «Trade Within the Commonwealth of Independent States» // «The New Russia: Economic Transition Reconsidered». Stanford, 2000.
- «Результаты экономических реформ в постсоциалистических странах» // «Проблемы теории и практики управления», 2003, № 3.
- «Содружество независимых государств: возможности и пределы консолидации» // «К каким альянсам ведет „цивилизованный развод“». М., 2007.
- «Вопросы международной безопасности. Внешняя политика Российской Федерации: некоторые исторические итоги» // «Научные проблемы национальной безопасности РФ». М., 2007 (в соавт.)
- «Внешняя политика Российской Федерации: некоторые итоги» // «Мир перемен», 2007, № 4 (в соавт.)
- «О новой „большой приватизации“ и прочих „непопулярных реформах“» // «Российский экономический журнал», 2012, № 3.
- «О новой концепции внешней политики Российской Федерации» // «Международная жизнь», 2012, № 11.